# Сражение при Бургаоне
Сражение при Бургаоне — сражение между войсками Византийской империи и берберскими (маврусийскими) повстанцами в Северной Африке. Ознаменовало окончание первого этапа восстания.

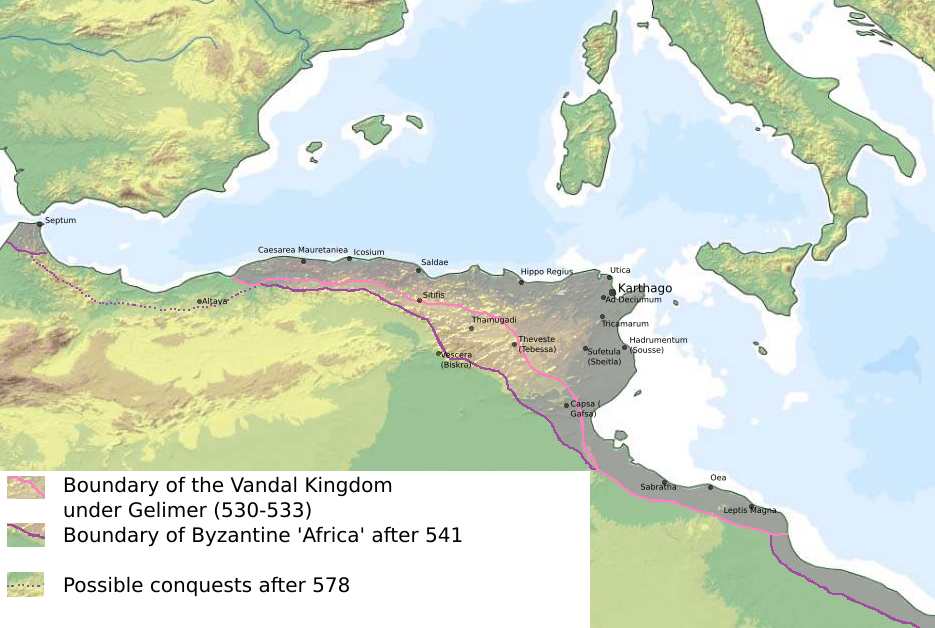
Византийская Африка в 541 г.

## Предыстория
В 534 году византийская армия под командованием Соломона разбила маврусийских повстанцев в сражении при Маммесе и вернулась в Карфаген. Берберы снова собрали все силы и начали совершать набеги на населенные места в Бизацене и разорять их. В начале 535 года Соломон, спешно подняв войска, двинулся против них. Повстанцы были обнаружены возле Бургаона. Маврусийцы расположились лагерем на горе.

## Ход сражения
Разбив лагерь, Соломон оценил позицию противника. Восточный склон горы был очень крутым, в то время как западный имел пологий склон; там повстанцы сосредоточили все свои силы. Византийский полководец несколько дней ждал, когда маврусийцы спустятся на равнину, чтобы вступить с ними в сражение. Но последние, уже раз потерпевшие поражение на равнине, надеялись, что, находясь на горе, легче отобьют атаки ромеев.
Тогда Соломон послал одного из своих командиров, Феодора, с примерно тысячей экскувиторов (гвардейцев) с задачей подняться по восточному склону горы и устроить там засаду. Глубокой ночью экскувиторы поднялись на гору, оставшись незамеченными.
Перед рассветом Соломон двинул свои войска в наступление к западному подножию горы, а утром противника атаковал с востока и отряд Феодора. Подвергшись удару с двух сторон, окруженные маврусийцы запаниковали и попытались бежать. 

Бегом бросились к ущелью и к противоположной скале, кто на конях, кто пешком. Так как они бежали огромной толпой, пребывая в великом страхе и смятении, то они сами убивали друг друга, падали и глубокое ущелье, и те, что бежали первыми, погибали, а те, что следовали за ними, даже не замечали их гибели. Когда же, наконец, ущелье, наполнилось трупами лошадей и людей, что позволило перейти с Бургаона на вторую скалу, туда спаслись оставшиеся в живых, прокладывая себе путь по телам погибших.— Прокопий Кесарийский. Война с вандалами.
Почти все берберские воины были убиты или пленены. Все маврусийские вожди смогли бежать, за исключением Эсдиласа, который был взят в плен. Согласно Прокопию, берберы потеряли 50 000 человек, в то время как ромеи не понесли ни одной потери, хотя это, безусловно, преувеличение.

## Результаты
После поражения остатки повстанцев рассеялись и были вынуждены уйти из Бизацены. Куцина, главный лидер восстания, бежал в берберское королевство в регионе Орес (у Прокопия — Аврасий), получив там пристанище у короля Яуды, и оттуда продолжал вести партизанскую войну. Осенью 535 года Соломон попытался победить Яуду, но был вынужден отступить.